# セントラルジャパン
株式会社セントラルジャパン（英: CENTRAL JAPAN INC.）は、愛知県名古屋市中区栄に本社を置く芸能事務所。

## 概要
1964年（昭和39年）4月、池田隆（2006年（平成18年）没）が東京における自身のモデル経験を基に名古屋で創業。所属者数は現在500名程度。その多くがモデルを専業とするが、一部は俳優業やタレント業などエンターテインメント界でも活動している。また、スタイリストやヘアメイクアーティストも在籍する。
1971年（昭和46年）4月の会社設立から長らく株式会社名古屋セントラルファッションの社名を用いていた。2001年（平成13年）10月の東京オフィス設立に先だって、同年3月に現在の株式会社セントラルジャパンへ改称。東京オフィス設立後の所属者は、東海地方・関東地方どちらを活動拠点とするか選択可能となった。また、芸能事務所「研音」と業務提携している。

## 沿革
- 1964年（昭和39年）4月 - 名古屋セントラルファッションを創業。
- 1971年（昭和46年）4月24日 - 株式会社名古屋セントラルファッションを設立して法人化[2]。
- 1985年（昭和60年） - モデルスクールを設立。
- 1999年（平成11年）9月 - タレントアカデミーを設立。
- 2000年（平成12年）4月 - ジュニアモデルタレントスクールを設立。
- 2001年（平成13年）
  - 1月 - 社名を株式会社セントラルジャパンに変更。
  - 9月 - ジュニアダンススクールを設立。
  - 10月 - 東京オフィスを設立。
- 2006年（平成18年）11月 - 愛知県名古屋市瑞穂区[3]にあった名古屋ヘッドオフィスを中区栄へ移転[2]。
- 2010年（平成22年）7月 - 東京都港区南青山[3]にあった東京オフィスを渋谷区神宮前へ移転[4]。
- 2015年（平成27年）3月 - 東京オフィスを渋谷区渋谷に移転。

## 事業所

### 現在の事業所
- 名古屋ヘッドオフィス（愛知県名古屋市中区栄3丁目14-7 RICCO SAKAE 3F）
- 東京オフィス（東京都渋谷区渋谷1-2-11 MC青山ビル3F）

### 過去の事業所
- 関西事務所（奈良県奈良市元興寺町22）[3]

## 主な所属タレント
- 安東秀大郎
- 石浜里奈
- 稲葉浩美
- 上田定行
- 宇野悦加
- OS☆U（業務提携）
- 大塚奈央子
- 大橋夏菜
- 加藤遊海
- 加藤里奈
- 上矢りせ
- 川崎郁美
- 川又米利
- 川村茉由
- 久保順子
- 小林美鈴
- 佐藤仙務[5]
- 佐藤実絵子
- 佐野瑛厘
- 下條由香里
- 高須みほ
- 西山真以
- 野呂陽菜
- 橋口侑佳
- 早川えみ
- 平澤隆司
- 松岡洋子
- 眞野裕子
- 水城あやの
- 村田千弥
- 山口千景
- 山下奈々
- 山本衿奈
- 来夏

## 過去の主な所属タレント
- 上原美佐
- 岡崎紗絵
- 加藤千佳[6]
- 木島杏奈
- 木下ミシェル
- 霧島れいか
- 憲俊
- 小林亮太[7]
- 近藤圭都[8]
- 紗川理帆[9]
- さくら
- 柴田菜月
- 清水天規
- 高田有紗
- 田中俊介
- 丹野みどり
- 内藤聡
- 長野真歩
- 菜月
- 丹羽真由実
- 原田さとみ
- 平野紫耀
- 平松賢人
- 平松伴康
- 古川麻耶
- 村上恵梨
- 森ともみ
- 山中章子